# Yzeure (tổng)
Tổng Yzeure là một tổng ở tỉnh Allier trong vùng Auvergne.

## Địa lý
Tổng này được tổ chức xung quanh Yzeure thuộc quận Moulins. Độ cao thay đổi từ 194 m (Villeneuve-sur-Allier) đến 278 m (Yzeure) với độ cao trung bình 235 m.

## Hành chính
| Ngày bầu cử                 | Tên            | Đảng | Tư cách               |
| --------------------------- | -------------- | ---- | --------------------- |
| 17 - 2007                   | Guy Chambefort | PS   | Thị trưởng Yzeure     |
| 7 -                         | Pascal Perrin  | PS   | Phó thị trưởng Yzeure |
|                             |                |      |                       |
| Dữ liệu trước đây không rõ. |                |      |                       |
|                             |                |      |                       |

## Các đơn vị cấp dưới
Le canton d'Yzeure gồm 6 xã với dân số là 16 496 người (điều tra năm 1999, dân số không tính trùng)
| Xã                    | Dân số | Mã bưu chính | Mã insee |
| --------------------- | ------ | ------------ | -------- |
| Aurouër               | 319    | 03460        | 03011    |
| Gennetines            | 559    | 03400        | 03121    |
| Saint-Ennemond        | 617    | 03400        | 03229    |
| Trévol                | 1 366  | 03460        | 03290    |
| Villeneuve-sur-Allier | 939    | 03460        | 03316    |
| Yzeure                | 12 696 | 03400        | 03321    |

## Biến động dân số
| 1962                                                     | 1968   | 1975   | 1982   | 1990   | 1999   |
| -------------------------------------------------------- | ------ | ------ | ------ | ------ | ------ |
| 13 153                                                   | 14 968 | 17 031 | 16 893 | 17 342 | 16 496 |
| Nombre retenu à partir de 1962 : dân số không tính trùng |        |        |        |        |        |